# غافين غريفيثز
غافين غريفيثز (19 نوفمبر 1993 في المملكة المتحدة - ) (بالإنجليزية: Gavin Griffiths)‏ هو لاعب كريكت بريطاني. لعب مع نادي مقاطعة لانكشر للكريكت ‏ ونادي مقاطعة هامبشاير للكريكت ‏ ونادي مقاطعة ليسترشاير للكريكت ‏.

## وصلات خارجية
- غافين غريفيثز على موقع إي آس بي آن كريك إنفو (الإنجليزية)